# 近代化産業遺産

認定マーク

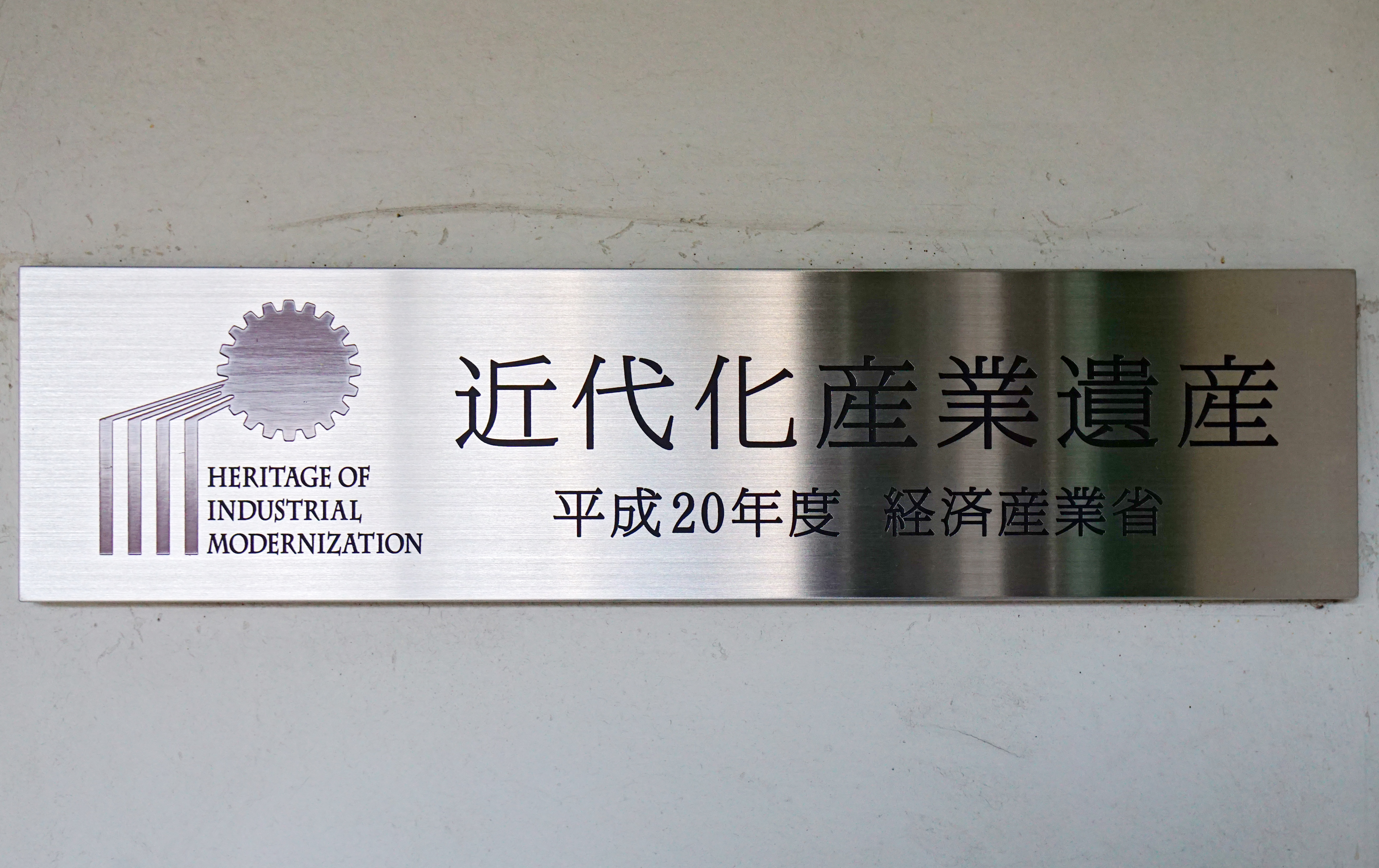
近代化産業遺産エンブレム
（ダイセル異人館）

近代化産業遺産（きんだいかさんぎょういさん、Heritage of Industrial Modernization）は、日本の経済産業省が認定している文化遺産の分類である。2007年（平成19年）11月30日に33件の「近代化産業遺産群」と575件の個々の認定遺産が公表された。さらに2009年（平成21年）2月6日に近代化産業遺産群・続33として、新たに33件の「近代化産業遺産群」と540件の個々の認定遺産が公表された。

## 概要
幕末・明治維新から戦前にかけての工場跡や炭鉱跡等の建造物、画期的製造品、製造品の製造に用いられた機器や教育マニュアル等は、日本の産業近代化に貢献した産業遺産としての価値を持っている。しかしこれらの産業遺産は、よほどのもの以外はその価値が理解されにくく、単なる一昔前の産業設備として破却されてしまうことも多かった。
経済産業省は、産業遺産を地域活性化のために有効活用する観点から、2007年4月に産業遺産活用委員会（座長：西村幸夫東京大学大学院工学系研究科・工学部都市工学科教授）を設置し、日本各地に現存している産業遺産を公募した。同委員会は、公募に応じて集められた約190件400か所の物件をはじめとする各地域の産業遺産について、その実態と保全・活用の取組み状況を調査し、産業遺産の価値の理解を深めるための「近代化産業遺産ストーリー」の作成を行った。
成果として、2007年11月30日に33件の「近代化産業遺産群」とこれに付随する「近代化産業遺産ストーリー」が公表され、近代化産業遺産群を構成する575件の個々の認定遺産に対して認定証とプレートが贈呈された。代表として同日、横浜赤レンガ倉庫において認定証とプレートの授与式が行われた。経済産業省では、近代化産業遺産認定後の施策として、広報活動、保存方法と活用方法の具体化、33件以外の新たな近代化産業遺産群の作成などを検討している。
2009年2月23日には大阪市中央公会堂において、2008年度の認定遺産について認定証とプレートの授与式が行われた。

## 一覧
個別に認定された近代化産業遺産を除く。

### 近代化産業遺産群33
|  |

|  |

|  |

|  |

|  |

|  |

|  |

|  |

|  |

|  |

|  |

|  |

|  |

|  |

|  |

### 近代化産業遺産群 続33
| 近代化産業遺産群                                                                                      | 主な認定遺産 |
| --- | --- |
| 1.近代の『日本のものづくり』を根底から支えた工作機械・精密機器の歩みを物語る近代化産業遺産群          | 函館の国産工作機械（旧函館市立恵山小学校内展示ベルト式工作機械米式旋盤60尺・ベルト式工作機械形削盤16吋等） 日本工業大学の国産工作機械（日本工業大学工業技術博物館収蔵国産工作機械群） 国産精密計測機器類（沼田記念館・ミツトヨ博物館収蔵国産精密計測機器） オークマの国産工作機械（オークマメモリアルギャラリー収蔵大隈式製麺機・OS形普通旋盤・SS形形削盤等） 博物館明治村の国産工作機械（博物館明治村収蔵菊花御紋章付門形平削盤） 手動式計算器（北九州市立文学館収蔵自働算盤） |
| 2.重工業から農林漁業まで幅広い産業を支えた蒸気・内燃機関発達の歩みを物語る近代化産業遺産群            | 黎明期の蒸気機関（小樽市総合博物館保存蒸気機関車「大勝号」、博物館明治村収蔵旧富岡製糸工場の蒸気機関、太平洋セメント小野田工場展示の蒸気機関、三菱重工長崎造船所史料館収蔵国産陸用蒸気タービン） 赤阪鐵工所の内燃機関（赤阪鐵工所収蔵赤阪式無注水重油発動機） 山岡発動機の内燃機関等（ヤンマー滋賀研修所収蔵ヤンマー小形横形水冷ディーゼルエンジンHB形・ヤンマー石油発動機、大阪企業家ミュージアム展示のヤンマー小形横形水冷ディーゼルエンジンHB形、ヤンマー尼崎工場・陳列館収蔵立型水冷4サイクルディーゼル・ドイツMAN社製世界最古のディーゼルエンジン） 久保田鉄工所の内燃機関（クボタ収蔵農工用石油発動機A型） 佐藤造機の内燃機関等（三菱農機収蔵サトー式稲麦こぎ機・サトー式炭火焼玉機関） 戸畑鋳物の内燃機関（日立金属鋳物記念館収蔵トバタ式農工用小型石油発動機） |
| 3.トラックにはじまり大衆車量産の基礎を築くに至った自動車産業の歩みを物語る近代化産業遺産群            | いすゞ自動車関連遺産（いすゞ自動車所蔵ウーズレーCP型トラック・スミダM型バス・戦前のバス及びトラック用エンジン） 日野自動車関連遺産（日野オートプラザ収蔵国産TGE-A型軍用保護自動貨車） 日産自動車関連遺産（日産自動車収蔵ダットサン12型フェートン・ダットサン14型ロードスター、ダットサン15型ロードスター・ダットサン17型セダン等国産車） 三菱自動車工業関連遺産（三菱オートギャラリー収蔵三菱A型・三菱PX33） トヨタ自動車関連遺産（産業技術記念館収蔵トヨダG1型トラック・トヨダスタンダードセダンAA型、トヨタ博物館収蔵フォードモデルA・シボレーフェートン・トヨダAA型乗用車・水野式自動三輪車・日産70型フェートン・トヨタAC型乗用車等） マツダ関連遺産（マツダミュージアム収蔵マツダ三輪トラックTCS型） |
| 4.欧米諸国を驚愕させるまでに急成長を遂げた航空機産業の歩みを物語る近代化産業遺産群                    | 所沢市の航空機関連遺産（所沢航空発祥記念館収蔵九一式戦闘機・会式一号・航空機の主要部品等・航空機の設計図書等資料） 日本工業大学の航空機関連遺産（日本工業大学工業技術博物館収蔵日野式二号機） 各務原市の航空機関連遺産（岐阜かかみがはら航空宇宙博物館収蔵乙式一型偵察機・三式戦闘機「飛燕」） 呉市の航空機関連遺産（呉市海事歴史科学館収蔵零式艦上戦闘機） 南九州市の航空機関連遺産（知覧特攻平和会館収蔵四式戦闘機「疾風」・零式艦上戦闘機「零戦」） |
| 5.創意工夫や経営革新により発展の礎を築いた家電製造業の歩みを物語る近代化産業遺産群                    | 日立製作所の家電製造関連遺産（日立アプライアンス所蔵の純国産技術による冷蔵庫1号機K-40） 東芝の家電製造関連遺産（東芝科学館所蔵国産初の電気冷蔵庫・国産初の電気洗濯機・国産初の電気掃除機・法隆寺蛍光灯スタンド等） 横浜市内の家電製造関連遺産（電気の史料館所蔵ポット・電気トースター・ストーブ・扇風機・ラジオ・灯火管制電球等） シャープの家電製造関連遺産（歴史・技術ホール所蔵徳尾錠・早川式繰出鉛筆・国産第1号鉱石ラジオ受信機・シャープダイン31型） パナソニックの家電製造関連遺産（松下幸之助歴史館所蔵改良アタッチメントプラグ・二灯用クラスター・スーパーアイロン・角型ランプ・電気コタツ&電気コタツ用サーモスタット・3球1号型受信機） |
| 6.先人のベンチャー・スピリットが花開き多岐に発展した化学工業の歩みを物語る近代化産業遺産群            | 倶知安町の硫黄鉱山関連遺産（イワオヌプリ硫黄鉱山） 弟子屈町の硫黄鉱山関連遺産（硫黄山、硫黄山レストハウス内の展示物、釧路鉄道跡、川湯エコミュージアムセンター内の展示物） 仙台市の化学工業関連遺産（三居沢発電所、三居沢電気百年館の所蔵物） 各務原市の化学工業関連遺産（エーザイ内藤記念くすり博物館所蔵くすり看板・くすり広告・製薬道具・はかる道具・医薬品と衛生道具） 大阪市の化学工業関連遺産（独立行政法人造幣局造幣博物館、造幣博物館所蔵硫酸ソーダその他工業製品製造設備の模型） 姫路市の化学工業関連遺産（ダイセル化学工業網干異人館、田中マッチ所蔵燐寸） 尼崎市の化学工業関連遺産（ダイソー尼崎工場事務所・食堂・倉庫1・倉庫3） 和歌山市の化学工業関連遺産（本州化学工業保存ベンゼン精製装置） |
| 7.産業用としての耐火煉瓦製造の進展と原料開発の歩みを物語る近代化産業遺産群                            | 中小坂鉄山（中小坂鉄山坑道跡・トロッコ道跡・焙焼炉跡等、下仁田町ふるさとセンター所蔵中小坂鉄山製大火鉢・石宮の鉄柱・鉄瓶・鉄のインゴット・建設当初の輸入煉瓦・赤羽製作寮製煉瓦） 備前市の耐火煉瓦製造関連遺産（三石耐火煉瓦製造煙突、備前市歴史民俗資料館所蔵加藤忍九郎写真パネル・坑夫取り立て免許状・近代に生産された耐火煉瓦・煉瓦製型用木槌・石筆・加藤忍九郎直筆封筒） 若松鉱山跡（コンプレッサ室、ディーゼル発電室、工作場、火薬庫、火薬類取扱所、機械選鉱場、破砕場、貯鉱場、索道中継所、沈殿池、受電所、救護室、鉱務所、坑道・軌道・索道鉄塔、索道起動所、山神社、油脂庫、炭焼き窯） |
| 8.山岳・海峡を克服し全国鉄道網形成に貢献したトンネル建設等の歩みを物語る近代化産業遺産群              | 戦前の主要鉄道トンネル（清水隧道、笹子隧道、旧柳ヶ瀬隧道、旧逢坂山隧道東口、関門鉄道トンネル） 旧信越線碓氷峠の関連遺産（碓氷峠の隧道・橋梁群） 旧国鉄中央線の隧道群（玉野第三隧道・玉野第四隧道・隠山第一隧道・隠山第二隧道） 奥羽本線板谷峠のスイッチバック（大沢駅・峠駅・板谷駅スイッチバック遺構） JR肥薩線の関連遺産（大畑駅周辺のループ・スイッチバック線） |
| 9.海峡をつなぎ人々や物資の往来を支え続けた鉄道連絡船の歩みを物語る近代化産業遺産群                    | 稚泊航路関連遺産（稚内港北防波堤ドーム） 青函航路関連遺産（函館市青函連絡船記念館「摩周丸」の展示物、メモリアルシップ「八甲田丸」の展示物） 宇高航路関連遺産（「宇高丸型」宇野航送場跡） 関門航路関連遺産（車両航送発祥の地碑、下関鉄道桟橋跡碑、JR門司港駅、関門連絡船通路跡） 尾道多度津航路関連遺産（多度津港旧一文字防波堤・旧外港東防波堤・旧外港西防波堤） |
| 10.全国に遍く人と物を運び産業近代化に貢献した鉄道施設の歩みを物語る近代化産業遺産群                   | 小樽市総合博物館の関連遺産（旧手宮機関車庫、危険品庫、貯水槽、転車台） JR新庄駅の関連遺産（レンガ造機関庫、転車台） 旧会津若松機関区の関連遺産（扇形機関庫、転車台） 各地の駅舎・跨線橋等（JR日光線鶴田駅の跨線橋、JR東海道本線河瀬駅の跨線橋、JR奈良線稲荷駅のランプ小屋、JR山陽本線金光駅の跨線橋、JR山陽本線熊山駅の跨線橋） 東京駅周辺の関連遺産（万世橋高架橋） 天竜浜名湖鉄道天竜二俣駅の関連遺産（扇形機関庫、転車台） JR武豊線の関連遺産（直角二線式転車台） 旧梅小路機関区の関連遺産（扇形機関庫、転車台） 神戸市内の関連遺産（JR神戸駅舎） 旧津山機関区の関連遺産（扇形機関庫、転車台） JR因美線の関連遺産（JR美作河井駅の転車台） JR予讃線・土讃線の関連遺産（多度津駅構内給水塔・転車台、旧多度津駅本屋階段手摺、旧讃岐鉄道鬼瓦、多度津工場内建造物、JR琴平駅、JR善通寺駅） 旧豊後森機関区の関連遺産（扇形機関庫、転車台） JR肥薩線の関連遺産（坂本駅、白石駅、大畑駅、大畑駅の給水塔、矢岳駅、人吉機関車庫、真幸駅、吉松駅の燃料庫、大隅横川駅、嘉例川駅） |
| 11.山間地の産業振興と生活を支えた森林鉄道の歩みを物語る近代化産業遺産群                               | 丸瀬布の森林鉄道関連遺産（雨宮21号蒸気機関車） 真室川森林鉄道の関連遺産（戦前の機関車） 林野庁森林技術総合研究所林業機械化センター所蔵の森林鉄道遺産（旧北海道置戸森林鉄道ボールドウィン蒸気機関車・旧木曽森林鉄道ホイットカムガソリン機関車） 木曽の森林鉄道関連遺産（赤沢自然休養林森林鉄道記念館収蔵ボールドウィン蒸気機関車等、赤沢自然休養林の軌道、旧小川線鬼淵橋・小田野橋） 京都大学芦生研究林軌道 魚梁瀬森林鉄道の関連遺産（オオムカエずい道、明神口橋、釜ケ谷橋、五味ずい道、河口ずい道、堀ケ生橋、二股橋、小島影橋、立岡高架・奈半利川橋） 安房森林鉄道 |
| 12.鉄道を軸とする多角経営により創造された『私鉄沿線生活文化圏』の発展の歩みを物語る近代化産業遺産群   | 国立市の鉄道沿線開発関連遺産（一橋大学建築物群：兼松講堂、附属図書館、本館、東本館） 阪急電鉄による沿線開発関連遺産（池田文庫所蔵室町販売区画計画図・広報誌「山容水態」・宝塚歌劇の公演ポスター及びパンフレット・豊中運動場資料・箕面動物園関連資料・ターミナルビル資料・阪急百貨店食堂資料、宝塚文化創造館、関西学院建築物群、神戸女学院建築物群、芝川又右衛門邸） |
| 13.大量輸送を支えるため近代化・国産技術化が急がれた鉄橋・鋼橋の歩みを物語る近代化産業遺産群           | 山形鉄道最上川橋梁 JR左沢線最上川橋梁 一の戸橋梁 勝鬨橋 永代橋 清洲橋 八幡橋 箱根登山鉄道・早川橋梁 名古屋港跳上橋 隅田川新大橋 六郷川鉄橋 末広橋梁 桜宮橋 和田旋回橋 神子畑鋳鉄橋 羽渕鋳鉄橋 長浜大橋 |
| 14.海運業隆盛の基礎となった港湾土木技術の自立・発展の歩みを物語る近代化産業遺産群                     | 小樽港関連遺産（小樽港北防波堤、みなと資料館所蔵テストピース） 函館港関連遺産（船入澗防波堤） 野蒜築港関連遺産（市街地跡、市街地跡保存紀功之碑・ローラー、野蒜測候所跡、下水道跡、新鳴瀬川、新鳴瀬川架橋橋台、北上運河、東名運河、突堤） 立田輪中人造堰樋門 名古屋港関連遺産（名古屋港船見ふ頭旧貯木場跡の人造石護岸） 百々貯木場及び周辺の水制工（百々貯木場、ナカダシ水制工、オオダシ水制工） 明治・枝下用水旧頭首工・樋門（明治用水旧頭首工・船通し閘門、枝下用水旧頭首工・第2樋門） 四日市港関連遺産（潮吹き防波堤） 三国港関連遺産（エッセル堤） 三角旧港施設関連遺産 |
| 15.国土の安全を高め都市生活や産業発展の礎となった治水・砂防の歩みを物語る近代化産業遺産群             | 荒川の治水関連遺産（旧岩淵水門、荒川放水路） 信濃川の治水関連遺産（大河津分水路） 常願寺川の治水・砂防と電源開発関連遺産（上滝発電所、松ノ木発電所、中地山発電所、真川調整池ダム、原調整池、泥谷砂防堰堤、白岩砂防堰堤、本宮砂防堰堤、千寿橋、立山砂防工事専用軌道） 木曽三川の治水・砂防関連遺産（大崖砂防堰堤、立田輪中人造石樋門、船頭平閘門、羽根谷砂防堰堤） 由良川水系の砂防関連遺産（雲原砂防施設群） 淀川水系の治水・砂防関連遺産（不動川砂防歴史公園、淀川旧分流施設毛馬第一閘門・毛馬洗堰） |
| 16.安全な船舶航行に貢献し我が国の海運業等を支えた燈台等建設の歩みを物語る近代化産業遺産群             | 尻屋埼灯台 金華山灯台 明治期の灯台巡視船（東京海洋大学保存明治丸） 観音埼灯台 犬吠埼灯台 姫埼灯台 禄剛埼灯台 神子元島灯台 清水灯台 御前埼灯台 博物館明治村の灯台関連遺産（品川燈台、菅島燈台吏員退所、小那沙美島燈台、博物館明治村所蔵霧砲・台場鼻潮流信号機・霧笛蒸気機関・神島灯台レンズ&水銀漕式回転装置） 菅島灯台 経ケ岬灯台 旧堺燈台 旧和田岬灯台 江埼灯台 友ケ島灯台 潮岬灯台 美保関灯台 出雲日御碕灯台 角島灯台 男木島灯台 鍋島灯台 釣島灯台 室戸岬灯台 水ノ子島灯台 部埼灯台 伊王島灯台 鞍埼灯台 |
| 17.情報伝達の質・量を飛躍的に拡大させ社会変革をもたらした電気通信技術の歩みを物語る近代化産業遺産群   | 仙台市の通信技術開発関連遺産（斎藤報恩会自然史博物館所蔵八木・宇田アンテナのレプリカ） 小山市の無線通信関連遺産（KDDI小山ネットワークセンター内「国際通信史料館」所蔵ぜんまい仕掛けのモールス電信機・復元された日本最古のケーブルハット） 横須賀市の無線通信関連遺産（記念艦三笠所蔵36式無線電信機） 横須賀市の放送関連遺産（日本ビクター高柳記念館収蔵「イ」の字の雲母板） 船橋市の無線通信関連遺産（船橋送信所跡） 浜松市の放送関連遺産（静岡大学高柳記念未来技術創造館収蔵テレビジョンブラウン管・アイコノスコープ・技術資料） 刈谷市の無線通信関連遺産（依佐美送信所記念館所蔵高周波発電機・水抵抗器・高周波チョークコイル・周波数変更器等） 北九州市の通信技術関連遺産（門司電気通信レトロ館、門司電気通信レトロ館所蔵近代の電信機・電話機等） 長崎市の有線通信関連遺産（海底線史料館、海底線史料館所蔵海底ケーブルの見本、海底ケーブル移動装置の一部・設船の模型・乗組員の制服等） |
| 18.清潔な水を大量に供給し都市の生活・産業の発展を支えた近代水道の歩みを物語る近代化産業遺産群         | 函館市所管の近代水道関連遺産（元町中区配水池、笹流ダム） 東京都所管の近代水道関連遺産（村山貯水池、山口貯水池） 横浜市所管の近代水道関連遺産（城山隧道、旧三井用水取入口、旧青山取入口と沈澱池） 神戸市所管の近代水道関連遺産（布引水源地水道施設、烏原ダム諸施設、天王谷取水堰堤、旧奥平野浄水場急速ろ過場・配水池、烏原導水路石井川・天王谷川水路橋、千苅ダム諸施設、上ヶ原浄水場関連施設、武庫川第一〜第三橋梁） 西宮市所管の近代水道関連遺産（武庫川浄水場浅井戸1号・2号、ニテコ池） 姫路市所管の近代水道関連遺産（男山配水池） 広島市所管の近代水道関連遺産（広島市水道資料館、広島市水道資料館所蔵旧牛田浄水場関連の資料等） 北九州市所管の近代水道関連遺産（道原貯水池、菖蒲谷貯水池） 長崎市所管の近代水道関連遺産（本河内高部ダム） |
| 19.旧居留地を源として各地に普及した近代娯楽産業発展の歩みを物語る近代化産業遺産群                     | 横浜市内の旧居留地時代のレジャー産業関連遺産（山手公園、横浜公園、根岸森林公園） 神戸市内の旧居留地時代のレジャー産業関連遺産（神戸ゴルフ倶楽部・クラブハウス） 長崎市内の旧居留地時代のレジャー産業関連遺産（出島和蘭商館跡内建造物旧長崎内外クラブ、「わが国ボウリング発祥の地」の碑） |
| 20.社寺参詣や温泉観光・海水浴に端を発する大衆観光旅行の歩みを物語る近代化産業遺産群                   | 湘南の海水浴関連遺産（大磯駅） 箱根観光関連遺産（箱根登山鉄道早川橋梁・箱根湯本〜強羅間隧道11ヶ所・箱根湯本〜強羅間橋梁18ヶ所・小田原〜箱根湯本間橋梁13ヶ所） 前田公園 浜寺の海水浴関連遺産（浜寺公園駅） 高野山参詣関連遺産・南海電気鉄道高野線及び鋼索線（紀見トンネル、高野線紀ノ川橋梁、紀伊清水駅、学文路駅、丹生川橋梁、九度山駅、高野下駅、下古沢駅、上古沢駅、紀伊細川駅、紀伊神谷駅、極楽橋駅、鋼索線、高野山駅） 生駒山参詣等関連遺産・近畿日本鉄道生駒鋼索線（コ1形車両） 出雲大社参詣関連遺産（旧大社駅本屋、一畑電車出雲大社前駅） 金刀比羅宮参詣等関連遺産・高松琴平電気鉄道（滝宮駅本屋、綾川橋梁、土器川橋梁、香東川橋梁、1000形車輌、3000形車輌、5000形車輌、元山駅本屋、琴電屋島駅、屋島登山鉄道屋島山上駅、新川橋梁、鴨部川橋梁、回転変流機） 道後温泉関連遺産（道後温泉本館） 別府温泉関連遺産（竹瓦小路木造アーケード、竹瓦温泉） |
| 21.近代社会の発展とともに花開いた都市の娯楽・消費文化の歩みを物語る近代化産業遺産群                   | 札幌市内の百貨店関連遺産（丸井今井札幌本店一条館） 東京都内の百貨店・専門店関連遺産（和光本館、三越日本橋本店本館、髙島屋東京店、伊勢丹本店本館） 東京都内の公会堂関連遺産（市政会館・日比谷公会堂） 上越市内の芸能・映画関連遺産（映画館「世界館」） 西尾市内の芸能・映画関連遺産（西尾劇場） 博物館明治村の芸能関連遺産（呉服座） 大阪市内の公会堂関連遺産（大阪市中央公会堂） 電鉄資本による娯楽・消費施設関連遺産（池田文庫所蔵箕面動物園関連資料・ターミナルビル資料・阪急百貨店食堂資料） |
| 22.質量ともに豊富な人材を供給し我が国の産業近代化を支えた技術者教育の歩みを物語る近代化産業遺産群     | 山形大学工学部関連遺産（旧米沢高等工業学校本館） 栃木県立足利工業高等学校関連遺産（栃木県立足利工業高等学校工業資料館所蔵の足利の機業家が出した意匠登録・幕末から昭和初期までに創られた織物標本・明治及び大正時代の繊維関係の外国の書籍・明治から昭和初期の教育に用いられた機器や模型・教育者に関する資料） 群馬大学工学部関連遺産（群馬大学工学部同窓記念会館） 工部大学校関連遺産（工部大学校阯碑） 東京大学工学部関連遺産（工学部1号館、工学部2号館、工学部3号館、工学部4号館、工学部6号館、工学部航空風洞実験室、工学部船舶試験水槽室、工学部列品館、東京大学総合研究蒸気機関模型博物館小石川分館所蔵蒸気機関模型・ボイラ模型） 千葉県立千葉工業高等学校関連遺産（千葉県立千葉工業高等学校所蔵直立ボール盤） 埼玉県立大宮工業高等学校関連遺産（埼玉県立大宮工業高等学校所蔵四尺普通旋盤） 信州大学繊維学部関連遺産（信州大学繊維学部講堂） 新潟県立長岡工業高等学校関連遺産（正門門柱） 富山県立高岡工芸高等学校関連遺産（富山県立高岡工芸高等学校所蔵テスラ氏電流試験装置・直流電動発動機・標準インダクタンス、造形実習室） 愛知県立瀬戸窯業高等学校関連遺産（陶磁器焼成窯の煙突） 岐阜県立岐阜工業高等学校関連遺産（岐工記念館） 三重県立松坂工業高等学校関連遺産（資料館：赤壁校舎・旧三重県立工業学校製図室） 大阪府立淀川工科高等学校関連遺産（大阪府立淀川工科高等学校所蔵50尺旋盤・農業用発動機・船舶用発動機） 大阪市立工芸高等学校関連遺産（本館校舎） 大阪府立布施工科高等学校関連遺産（大阪府立布施工科高等学校所蔵文部省I型木製グライダー） 九州工業大学関連遺産（九州工業大学表門・表門守衛所・学生支援プラザ、屋外展示のバックトン引張試験機・ゐのくち式ポンプ・立て型削り盤・回転変流機・ペルトン水車・往復動型空気圧縮機、実習工場A棟所蔵平削盤・ジグボーラー・ラジアルボール盤、実験1号棟所蔵蒸気機関） 九州大学工学部関連遺産（旧工学部本館、旧工学部応用物質化学機能教室、旧工学部超伝導システム科学研究センター、旧道路工学実験室、旧工学部航空工学教室） 鹿児島県立鹿児島工業高等学校関連遺産（煙突、鹿児島県立鹿児島工業高等学校所蔵コルニッシュボイラー・平削り盤・正面旋盤・形削り盤） |
| 23.北海道に適した建設材料として建造物の近代化に貢献した赤煉瓦製造業発展の歩みを物語る近代化産業遺産群 | 旭川市の煉瓦建造物（旧上川倉庫倉庫群、旭川電気軌道春光整備工場、旧国鉄旭川車両工場、合同酒精旭川工場旧蒸留棟） 江別市の煉瓦建造物（旧肥田工場、旧江別郵便局、旧大久保倉庫、筒井1号倉庫、火薬庫、道立図書館のサイロ） 江別市の煉瓦の関連遺産（江別市セラミックアートセンター所蔵「江別太煉化石工場製」煉瓦、北海道開拓記念館所蔵「江別太煉化石工場製」煉瓦） 札幌市の煉瓦建造物（北海道庁旧本庁舎、サッポロファクトリーレンガ館） 函館市の煉瓦建造物（金森赤レンガ倉庫） 苫小牧市の王子製紙工場（王子製紙苫小牧工場旧事務所・変電所） ニセコ町の王子製紙発電所（王子製紙尻別第1発電所） 千歳市の王子製紙発電所（王子製紙千歳川第1〜5発電所） |
| 24.道北・道東の原野と山岳を拓いて進められた産業開発と交通網整備の歩みを物語る近代化産業遺産群         | 稚内港関連遺産（稚内港北防波堤ドーム） 旭川市の煉瓦建造物（旧上川倉庫倉庫群、旭川電気軌道春光整備工場、旧国鉄旭川車両工場、合同酒精旭川工場旧蒸留棟） 旧国鉄根室線・旧狩勝線 釧路硫黄山関連遺産（釧路集治監本館、塘路駅逓、釧路集治監の書庫、硫黄山レストハウス内の展示物、釧路鉄道跡、川湯エコミュージアムセンター内の展示物、硫黄山） 旧国鉄士幌線関連遺産（勇川橋梁、第三音更川橋梁、第二音更川陸橋、第四音更川橋梁、タウシュベツ川橋梁、音更トンネル、旧幌加駅、第五音更川橋梁、第六音更川橋梁、十三の沢橋梁） 根釧台地の格子状防風林 増毛の建造物（国稀酒造） 天塩の水運関連遺産（天塩歴史資料館所蔵長門船） 留萌地域のニシン関連遺産（旧留萌佐賀家漁場、旧留萌佐賀家漁場漁撈用具、旧花田家番屋） 歌登殖民軌道跡 剣淵・士別間の鉄道防雪林 |
| 25.東北地方の産業振興の基礎を築いた水資源・交通・都市基盤整備の歩みを物語る近代化産業遺産群           | 野蒜築港関連遺産（市街地跡、市街地跡保存の紀功之碑・ローラー、野蒜測候所跡、下水道跡、新鳴瀬川、新鳴瀬川架橋橋台、北上運河、東名運河、突堤） 松山人車軌道（松山人車軌道車両、松山人車軌道動態保存線路） 松ヶ岡開墾場（松ヶ岡開墾場の蚕室建築物、松ヶ岡開墾記念館の所蔵物） 三島通庸の道路関連遺産（関山隧道、栗子隧道、片洞門、堅磐橋、中山橋、新橋、覗橋、吉田橋） 山形県の擬洋風建築等（山形県旧県庁舎及び県会議事堂、旧山形師範学校本館、旧済生館本館、山形市立第一小学校校舎、旧東村山郡役所、旧西村山郡役所及び郡会議事堂、旧米沢高等工業学校本館、旧西田川郡役所、旧鶴岡警察署庁舎、山居倉庫） 安積疏水関連遺産（十六橋、ファン・ドールンの銅像、開成館、安積歴史博物館） 安積疏水・日橋川等の水力発電関連遺産（沼上発電所、竹之内発電所、丸守発電所、切立橋、雄国隧道） 旧国鉄日中線の遺産（旧国鉄日中線熱塩駅、日中線跡サイクリングロード） 旧岩越鉄道の遺産（一の戸橋梁、山都駅油庫） 岩手県の軽便鉄道関連遺産（花巻電鉄線路跡・旧車両デハ3、岩手軽便鉄道線跡、旧岩手軽便鉄道宮守川橋梁・達曽部川橋梁・宮守隧道・鱒澤隧道） |
| 26.『近代国家に相応しい首都へ』今日の東京の礎を築いた都市形成の歩みを物語る近代化産業遺産群           | 中央区の近代建築物・橋梁（ヨネイビルディング、和光本館、日本橋、日本銀行本店本館、三越日本橋本店本館、髙島屋東京店、三井本館、三菱倉庫江戸橋倉庫ビル） 震災復興関連遺産（中央区立常盤小学校、中央区立泰明小学校、千代田区立九段小学校、永代橋、清洲橋、昭和通り、靖国通り、東京都復興記念館、代官山同潤会アパート） 戦前の地下鉄関連遺産（銀座線浅草駅〜新橋駅間、銀座線新橋駅〜渋谷駅間、東京高速鉄道新橋駅、浅草駅出入口上屋、銀座駅構内の早川徳次像、地下鉄博物館展示東京地下鉄道1000形車両1001号車・東京高速鉄道100形車両129号車・トンネル側壁コア・ターンスタイル自動改札機・東京地下鉄道史） 東京駅開業関連遺産（東京駅、万世橋高架橋） |
| 27.森林資源と伝統技術を基盤として多分野に発展した東海地方の木材加工業の歩みを物語る近代化産業遺産群   | ヤマハ楽器関連遺産（ヤマハ来客会館所蔵初期型ヤマハグランドピアノ） 製材業関連遺産（富士製作所保存クラーク・ブラザーズ型帯鋸盤） 矢作川水運関連遺産（百々貯木場、挙母土場跡、越戸土場跡） 愛知県の木製鉄道車両関連遺産（日本車輌製造豊川製作所メモリアル車両広場の名古屋鉄道モ800形電車、奥三河郷土館保存旧田口鉄道モハ14型電車） 鈴木バイオリン関連遺産（鈴木バイオリン所蔵鈴木政吉第一号バイオリン） 明治村に保存されている中部地方の木材加工業関連遺産（博物館明治村所蔵鈴木バイオリン・八角合長掛時計・四ツ丸掛時計・八角鋲打合長掛時計・八角尾長掛時計・自動地球儀時計・オルガン・ピアノ等） |
| 28.伝統食品の近代化や新たな食文化の創造に挑んだ中部・近畿の食品製造業の歩みを物語る近代化産業遺産群   | 八丁味噌カクキュー関連遺産（本社事務所、史料館） まるや八丁味噌関連遺産（醸造蔵） カゴメ記念館の所蔵物 ミツカン及び関連建造物群（ミツカン工場群） 半田赤レンガ建物 江崎グリコ関連資産（江崎記念館所蔵創業者遺品・江崎利一考案のハート型ローラー及び真空釜等・製品パッケージ・販促品・引換賞品類・「グリコ」のおもちゃ・関連古写真・文書類） サントリー関連遺産（ウイスキー館、ウイスキー館所蔵山崎蒸溜所開設当時の蒸溜釜・「サントリーウイスキー白札」と当時の新聞広告・「赤玉ポートワイン」と当時の店頭ポスター |
| 29.『商都から近代経済都市へ』産業近代化と先進的都市計画による大阪発展の歩みを物語る近代化産業遺産群   | 近代大阪の企業家関連資料（大阪企業家ミュージアム所蔵近代大阪の企業家に関する展示） 中之島・船場・堂島の近代建築物（大阪市中央公会堂、中央電気倶楽部、大阪倶楽部、綿業会館） 近代大阪の都市計画事業で整備された道路・橋梁（御堂筋、淀屋橋、大江橋、桜宮橋） |
| 30.競争と進化の末に関西経済産業のすそ野を拡大させた都市間高速電車の歩みを物語る近代化産業遺産群       | 近畿日本鉄道関連遺産（生駒トンネル） 南海電気鉄道本線関連遺産（浜寺公園駅、諏訪ノ森駅西駅舎、高師浜駅、第一孝子越トンネル、紀ノ川橋梁、第二貴志トンネル、第三貴志トンネル） 京阪電気鉄道関連遺産（宇治川橋梁、木津川橋梁、橋本変電所、東福寺変電所、寝屋川車庫保存60形車両） 戦前の鉄道広告（池田文庫所蔵戦前の鉄道広告） |
| 31.地域住民の熱意と努力により進められた瀬戸内海沿岸の灌漑施設整備の歩みを物語る近代化産業遺産群       | いなみ野の灌漑関連遺産（いなみ野ため池群、淡河川疏水関連施設、山田川疏水関連施設、山田池引水路・第三号隧道吐口、山田池、淡河川山田川疏水関連施設、草谷のマンボ跡、加古大溝、琴池下流のマンボ、雁戸井用水、淡山疏水記念碑、広谷池記念碑） 西光寺野疏水路関連遺産 高梁川東西用水関連遺産（高梁川東西用水酒津樋門・組合事務所） 豊稔池 満濃池 |
| 32.瀬戸内海沿岸の気候風土に育まれた製塩業・醸造業の近代化の歩みを物語る近代化産業遺産群               | 龍野の醤油醸造業関連遺産（うすくち龍野醤油資料館本館・別館） 赤穂の製塩業関連遺産（旧赤穂塩務局網干出張所） 竹原の日本酒醸造関連遺産（藤井酒造の酒蔵） 呉の日本酒醸造関連遺産（三宅本店の明治庫・赤煉瓦煙突） 西条の日本酒醸造関連遺産（金光酒造醸造蔵・赤煉瓦積煙突・庭園、賀茂泉酒造酒泉館・藍泉館・醸造蔵・赤煉瓦積煙突、賀茂輝酒造醸造蔵・赤煉瓦積煙突、賀茂鶴酒造洋館・第4号蔵・第4号蔵赤煉瓦積煙突、亀齢酒造事務所・醸造蔵・赤煉瓦積煙突、西條鶴醸造醸造蔵・赤煉瓦積煙突、山陽鶴酒造醸造蔵、千代乃春酒造壱号蔵・弐号蔵・赤煉瓦積煙突、白牡丹酒造天保庫・仕込庫・赤煉瓦積煙突、福美人酒造事務所・醸造蔵・赤煉瓦積煙突） 精米機関連遺産（サタケ資料館所蔵日本で初めて開発された酒造用研削式精米機） 宇多津の塩業関連遺産（宇多津町産業資料館所蔵の塩作り工程をまとめたパネルや製塩道具等、復元塩田、旧仲桝塩田水門、加茂文庫所蔵「日本塩業研究会」の加茂詮氏より寄贈された日本塩業に関する書籍） 小豆島の醤油醸造業関連遺産（マルキン忠勇マルキン醤油記念館・醤油蔵、正金醤油西諸味蔵・東諸味蔵・諸味蔵、ヤマサン醤油三階建て醤油醸造工場・醤油蔵、塩田家住宅、金大醤油醤油蔵・諸味蔵、左海醤油工業醤油醸造蔵・水圧式蓄量機小屋） 三田尻の製塩業関連遺産（三田尻塩田記念産業公園復元塩田、英雲荘所蔵入浜式製塩用具） |
| 33.多様な製品開発と生産能力の向上による九州北部の窯業近代化と発展の歩みを物語る近代化産業遺産群       | 北九州市の衛生陶器・食器製造関連遺産（TOTO歴史資料館所蔵TOTOの衛生陶器・食器遺産群） 北九州市の鉱滓煉瓦製造関連遺産（北九州市門司麦酒煉瓦館、旧サッポロビール醸造棟、赤煉瓦交流館） 志田の窯業関連遺産（志田焼の里博物館、志田焼資料館所蔵志田焼及び関連資料、志田の蔵） 有田の窯業関連遺産（香蘭社本社社屋、香蘭社古陶磁資料館所蔵江戸末期から大正期の焼物、深川製磁本店店舗、深川製磁本店参考館所蔵明治中期以降の焼き物、チャイナ・オン・ザ・パーク所蔵明治中期以降の焼き物） |